# Deutsche Feldhandball-Meisterschaft 1961
Die Deutsche Feldhandball-Meisterschaft 1961 wurde in einem Endrundenturnier zwischen dem 1. Oktober und dem 22. Oktober 1961 ausgespielt. Das Turnier war die zwölfte vom DHB ausgerichtete Meisterschaftsrunde im Feldhandball der Männer. Das Endspiel fand am 22. Oktober 1961 vor 31.400 Zuschauern statt, wie im Vorjahr war das Oberhausener Stadion Niederrhein die Spielstätte.
Und auch die Endspielgegner waren dieselben wie im Vorjahr: Erneut hatten sich der Vizemeister des Vorjahres, TuS Lintfort, und der Titelverteidiger TSV 1860 Ansbach für die Finalteilnahme qualifiziert. In diesem Jahr hatte der TuS das bessere Ende für sich und wurde nach einem knappen 16:15-Sieg neuer Deutscher Meister. Für Lintfort war dies die dritte Feldhandball-Meisterschaft in der Vereinsgeschichte.

## Modus
16 Mannschaften traten in einem Ausscheidungsturnier im K.-o.-System mit Vorrunde (Achtelfinale), Zwischenrunde (Viertelfinale) und Halbfinale gegeneinander an, die Sieger des Halbfinales bestritten das Endspiel; Platzierungsspiele wurden nicht durchgeführt.
Die folgenden 15 Mannschaften hatten sich über die jeweiligen Regionalmeisterschaften direkt für die Vorrunde des Turniers qualifiziert:
Norddeutsche Meisterschaft:
VfL Wolfsburg
Büdelsdorfer TSV
Hohner SV Eintracht
Polizei SV Hildesheim
Westdeutsche Meisterschaft:
TuS Lintfort
VfL Eintracht Hagen
SV Bayer 04 Leverkusen
TSV Grün-Weiß Dankersen
Südwestdeutsche Meisterschaft:
1. SG Dietzenbach

Süddeutsche Meisterschaft:
TSV 1861 Zirndorf
TSV 1860 Ansbach (Titelverteidiger)
TC Frisch Auf Göppingen (Deutscher Meister (Halle) 1961)
TSV Birkenau
TV Großwallstadt
Berliner Landes-/Regionalmeisterschaft:
1. Polizei SV Berlin

Dazu kam als 16. Mannschaft der Zweite der Südwestdeutschen Regionalmeisterschaft, Kickers Offenbach, die sich gegen den Berliner Vizemeister Charlottenburger HC, in einem Qualifikationsspiel am 23. September 1961 mit 21:14 durchgesetzt hatten.
Die Spieldauer betrug 2 × 30 Minuten, bei Gleichstand nach regulärer Spielzeit wurde eine Verlängerung von 2 × 10 Minuten durchgeführt.

## Turnierverlauf
In den Spielen der ersten Runde setzten sich die jeweils favorisierten Mannschaften durch; dabei gelangten alle vier westdeutschen Vereine ins Viertelfinale, außerdem zwei süddeutsche Mannschaften sowie der Norddeutsche und der Berliner Meister. Die späteren Finalgegner aus Ansbach und Lintfort gewannen ihre Auswärtsspiele überzeugend.
Im Viertelfinale schaltete Ansbach den TSV Grün-Weiß Dankersen aus, einen Verein, der in diesem Jahr erstmals eine Endrunde im Handball erreicht hatte; während die Erfolge der Ansbacher in den drei Jahren zwischen 1960 und 1962 ihren Zenit erreichten und auf den Feldhandball beschränkt blieben, sollte Dankersen die Zukunft gehören. Lintfort siegte in Wolfsburg aufgrund der guten Abwehrarbeit sehr knapp mit einem Tor Unterschied, im Halbfinalspiel gegen Göppingens „Kempa-Buben“, Gewinner der Hallenmeisterschaft dieser Saison, brauchten die Lintforter sogar die Verlängerung, um sich ins Finale zu spielen. Ansbach dagegen gewann sein Halbfinale gegen Leverkusen souverän, konnte daher für das Finale in Oberhausen als leicht favorisiert gelten. In einem packenden Endspiel zweier gleichstarker Mannschaften – die Führung wechselte mehrfach – setzte sich schließlich Lintfort knapp durch.

### Vorrunde
1. Oktober
TSV Birkenau – TuS Lintfort: 7:17
Kickers Offenbach – TSV 1860 Ansbach: 11:15
Hohner SV Eintracht – Polizei SV Berlin: 4:5
VfL Eintracht Hagen – TV Großwallstadt: 13:12
SG Dietzenbach – VfL Wolfsburg: 10:16
SV Bayer 04 Leverkusen – TSV 1861 Zirndorf: 17:9
Büdelsdorfer TSV – TSV Grün-Weiß Dankersen: 16:17
TC Frisch Auf Göppingen – Polizei SV Hildesheim: 27:11

### Zwischenrunde
8. Oktober
VfL Wolfsburg – TuS Lintfort: 12:13
TSV Grün-Weiß Dankersen – TSV 1860 Ansbach: 11:14
Polizei SV Berlin – SV Bayer 04 Leverkusen: 6:17
TC Frisch Auf Göppingen – VfL Eintracht Hagen: 12:11 (7. Oktober)

### Halbfinale
15. Oktober
TuS Lintfort – TC Frisch Auf Göppingen: 20:17 (nach Verlängerung; 8:5, 13:13)
TSV 1860 Ansbach – SV Bayer 04 Leverkusen: 17:12 (10:5)

### Endspiel
22. Oktober
TuS Lintfort – TSV 1860 Ansbach: 16:15 (7:6)